# Природний уран
Природний уран (U nat ) — уран, що зустрічається в природі. 

## Загальна характеристика
Відноситься до урану з таким самим ізотопним співвідношенням, що і в природі. Містить 0,711 % урану-235, 99,284 % урану-238 і сліди урану-234 (0,0055 %). Приблизно 2,2 % його радіоактивності походить від урану-235, 48,6 % від урану-238 і 49,2 % від урану-234.
У рідкісних випадках, раніше в геологічній історії, коли уран-235 був у більшій кількості, було виявлено, що уранова руда природно бере участь у поділі, утворюючи природні ядерні реактори поділу. Уран-235 розпадається швидше (період напіврозпаду 700 мільйонів років) порівняно з ураном-238, який розпадається надзвичайно повільно (період напіврозпаду 4,5 мільярда років). Тому мільярд років тому урану-235 було більш ніж вдвічі більше, ніж зараз.

## Застосування
Природний уран може використовуватися для палива як ядерних реакторів малої, так і високої потужності. Історично склалося так, що реактори з графітовим сповільнювачем та реактори на важкій воді були заправлені природним ураном у формі чистого металу (U) або діоксиду урану (UO2) керамічної форми. Проте експериментальні заправки триоксидом урану (UO3) та октаоксидом триурану (U3O8) показали перспективи.
0,72 % урану-235 недостатньо для створення самопідтримуваної критичної ланцюгової реакції в легководних реакторах або ядерній зброї; ці програми повинні використовувати збагачений уран. Ядерна зброя має концентрацію 90 % урану-235, а легководні реактори потребують концентрації приблизно 3 % урану-235. Незбагачений природний уран є відповідним паливом для важководного реактора, такого як реактор CANDU.

## Розповсюдження і збереження
15 березня 2023 року, агентство Reuters повідомило, що інспектори МАГАТЕ з ядерної безпеки виявили, що з одного з полігонів Лівії безслідно зникло приблизно 2,5 тонни природного урану. Про зникнення у конфіденційній заяві повідомив голова МАГАТЕ Рафаель Гроссі країнам-членам організації. За його словами, на місці зберігання урану не виявлено жодної бочки, також не відомо куди вони поділись. Як зазначили у МАГАТЕ, уран зник з об'єкта, який більше не контролюється лівійським урядом. Однак перевірка місця зберігання урану була запланована ще на 2022 рік, але через можливу небезпечну ситуацію у Лівії — її перенесли. В результаті, перевірку було проведено 14 березня 2023 року. "У ході інспекції у вівторок інспектори Міжнародного агентства з атомної енергії виявили, що 10 бочок, які містять приблизно 2,5 тонни природного урану у формі UOC (концентрату уранової руди), раніше заявлені (Лівією), не були присутні на місці", — написав Гроссі у своїй заяві.

## Цікаві факти
Під час Манхеттенського проекту ім’я Тубаллой використовувалося для позначення природного урану в очищеному стані, цей термін досі, час від часу, вживається. Уран також отримав кодову назву «X-Metal» під час Другої світової війни. Аналогічно, збагачений уран називали Ораллой (сплав Oak Ridge), а збіднений уран називали Деплеталлой (збіднений сплав).